# Dhaulagiri
El Dhaulagiri es un macizo montañoso de la cordillera del Himalaya que culmina en el pico Dhaulagiri I que, con 8167 m s. n. m., es la séptima cima más alta de la Tierra. El macizo se sitúa en Nepal y se extiende a lo largo de 120 km desde el río Gandaki, al oeste, hasta el curso del río Bheri. Se halla rodeado por el norte y el sudoeste por los afluentes del Bheri y al sureste por Myagdi Khola. Fue escalado por primera vez el 13 de mayo de 1960 por una expedición suiza/austriaca.
El Dhaulagiri I se encuentra a tan solo 34 km al oeste del Annapurna (8091 m). El río Gandaki, que separa ambas montañas, fluye a través del famoso desfiladero Kaligandaki, el más profundo del mundo. La ciudad de Pokhara al sur del Annapurna es un importante centro regional y la puerta de entrada para los escaladores y senderistas que visitan ambos macizos, así como un importante destino turístico por derecho propio.

## Nombre
El nombre de la montaña es धौलागिरी (Dhaulagiri) en idioma nepalí. El nombre proviene del sánscrito donde धवल (dhawala) significa deslumbrante, blanco, hermoso y गिरि (giri) significa montaña. El Dhaulagiri I es también el punto más elevado de la cuenca del río Gandaki.

## Geografía

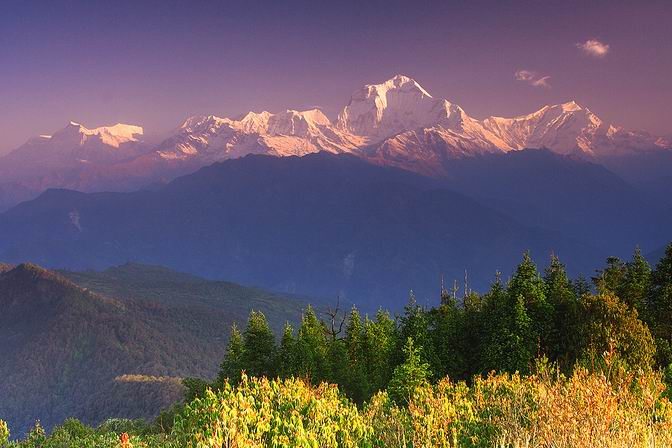
El macizo del Dhaulagiri visto desde el oeste desde Poon Hill

Mirando hacia el norte desde las llanuras de la India, la mayoría de los picos de más de 8.000 metros están ocultos por las montañas más cercanas, pero con tiempo despejado el Dhaulagiri I es visible desde el norte de Bihar y tan al sur como Gorakhpur en Uttar Pradesh. En 1808, la expedición de la Great Trigonometric Survey lo catalogó como la montaña más alta de la Tierra. Esta creencia errónea duró hasta 1838, cuando al avistarse el Kanchenjunga, éste tomó su lugar hasta la definitiva medición aproximada del Everest en 1858.
La elevación del Dhaulagiri I sobre el terreno circundante que lo rodea es inigualable. Se eleva 7000 m por encima del río Kali Gandaki, situado 30 km al sureste. Al sur y al oeste se levantan verticalmente vertientes de más de 4000 m de altitud. La cara sur de Gurja Himal, en el mismo macizo, es también notablemente inmensa.

## Historia de la ascensión al Dhaulagiri I

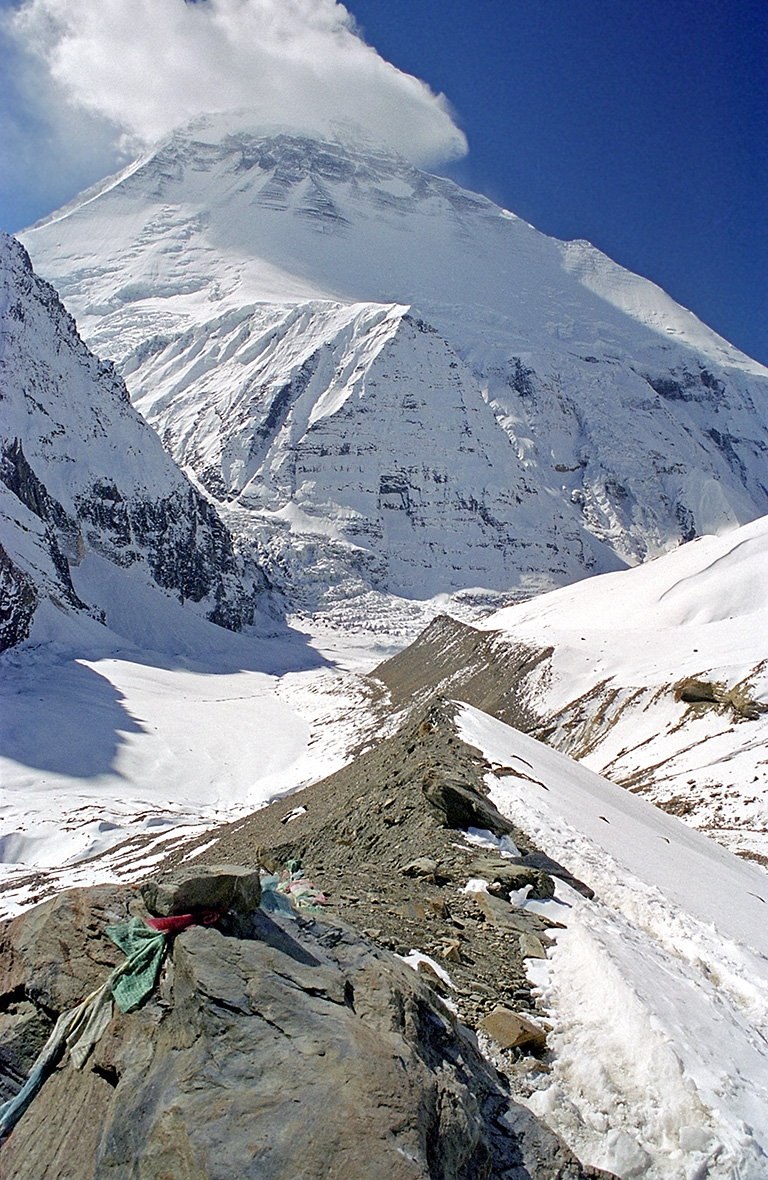
El Dhaulagiri I en octubre de 2002. Vista de la arista noreste, a la izquierda de la imagen

La mayoría de las ascensiones han seguido la ruta de la arista noreste usada durante el primer ascenso realizado con éxito, pero las escaladas se han realizado desde la mayor parte de las paredes. A partir de 2007 ha habido 358 ascensiones exitosas y 58 víctimas mortales.
Entre 1950 y 2006, el porcentaje de siniestralidad de los 2016 miembros de expediciones que ha participado en el intento de ascenso a la cumbre del Dhaulagiri I desde el campamento base ha sido del 2,88%. La media de accidentes mortales entre todos los picos de 8.000 metros de Nepal ha sido del 1,63%, desde el 0,65% del Cho Oyu hasta el 4.04% en el Annapurna I o del 3,05% en el Manaslu.

### Efemérides de ascensos
- 1950 – El Dhaulagiri I es reconocido por una expedición francesa dirigida por Maurice Herzog. Tras pensar que no es posible una ruta factible de escalada, deciden cambiar su intento de ascenso dirigiéndose al Annapurna, donde realizan la primera escalada con éxito a un ochomil.
- 1953-1958 – Cinco expediciones diferentes intentan la escalada por la cara norte a través de la ruta conocida como "Pear Buttress".
- 1959 – Una expedición austriaca dirigida por Fritz Moravec hace el primer intento de escalada por la cresta noreste.
- 1960 – El 13 de mayo, una expedición suizo-austriaca liderada por Max Eiselin, pone con éxito por primera vez en la cumbre a un conjunto de escaladores formado por Kurt Diemberger, P. Diener, E. Forrer, A. Schelbert y los sherpas Nyima Dorje y Nawang Dorje.[7] La primera escalada estuvo apoyada desde el aire por una avioneta Pilatus PC-6, la cual terminó accidentada durante un despegue desde el “Valle Escondido” en la cara norte, siendo finalmente abandonada.[8]
- 1969 – Un equipo estadounidense dirigido por Boyd Everett intenta el ascenso por la cresta sureste; siete miembros del equipo, incluyendo Everett, mueren sepultados por un alud.
- 1970 – Segundo ascenso con éxito a través de la ruta de la cara noreste por un equipo japonés liderado por Tokufu Ohta y Shoji Imanari. Dos escaladores, Tetsuji Kawada y el sherp Lhakpa Tenzing alcanzan la cima.[9]
- 1973 – Un equipo estadounidense liderado por James D. Morrissey realizan la tercera escalada por la cara noreste, alcanzando la cima los escaladores John Roskelley, Louis Reichardt y el sherpa Nawang Samden.
- 1975 – Un equipo japonés dirigido por Takashi Amemiya intenta la escalada por la cara suroeste (también conocido como el Pilar Sur). Seis de los miembros de la expedición mueren debido a una avalancha.
- 1976 – Una expedición italiana realiza con éxito el cuarto ascenso de la historia.
- 1977 – Un equipo internacional dirigido por Reinhold Messner intenta la escalada por la cara sur.
- 1978 – Durante la primavera, el japonés Amemiya regresa a la montaña con una expedición que consigue colocar a cinco miembros del equipo en la cumbre a través de la cara suroeste, consiguiendo el primer ascenso que no recurre a la vía normal por la ruta noreste. Un miembro del equipo fallece durante el ascenso.
- 1978 – Durante la época otoñal, el japonés Seiko Tanaka dirige un éxito un ascenso a la cumbre por la complicada ruta sureste. Cuatro miembros del equipo mueren durante el ascenso. Un equipo francés intenta la cara suroeste a través del conocido como "contrafuerte sur", llegando solo a 7200 m. de altitud.
- 1979 - Un equipo navarro-catalán, compuesto por Iñaki Aldaya, Javier Garayoa, Gerardo Plaza, Jordi Pons i el sherpa Ang Rita realizan la ascensión, el día 12 de mayo de 1979, por la ruta noreste.
- 1980 – Un equipo de cuatro alpinistas formado por los escaladores polacos Voytek Kurtyka, Ludwik Wiczyczynski, el francés René Ghilini y el escocés Alex MacIntyre intentan la escalada por la cara este, llegando hasta los 7.500 m en la cresta noreste. Después de un vivac forzado por una tormenta, descienden de nuevo hasta el campo base. Una semana después suben de nuevo a la montaña a través de la arista noreste, alcanzando la cumbre el 18 de mayo.[10]

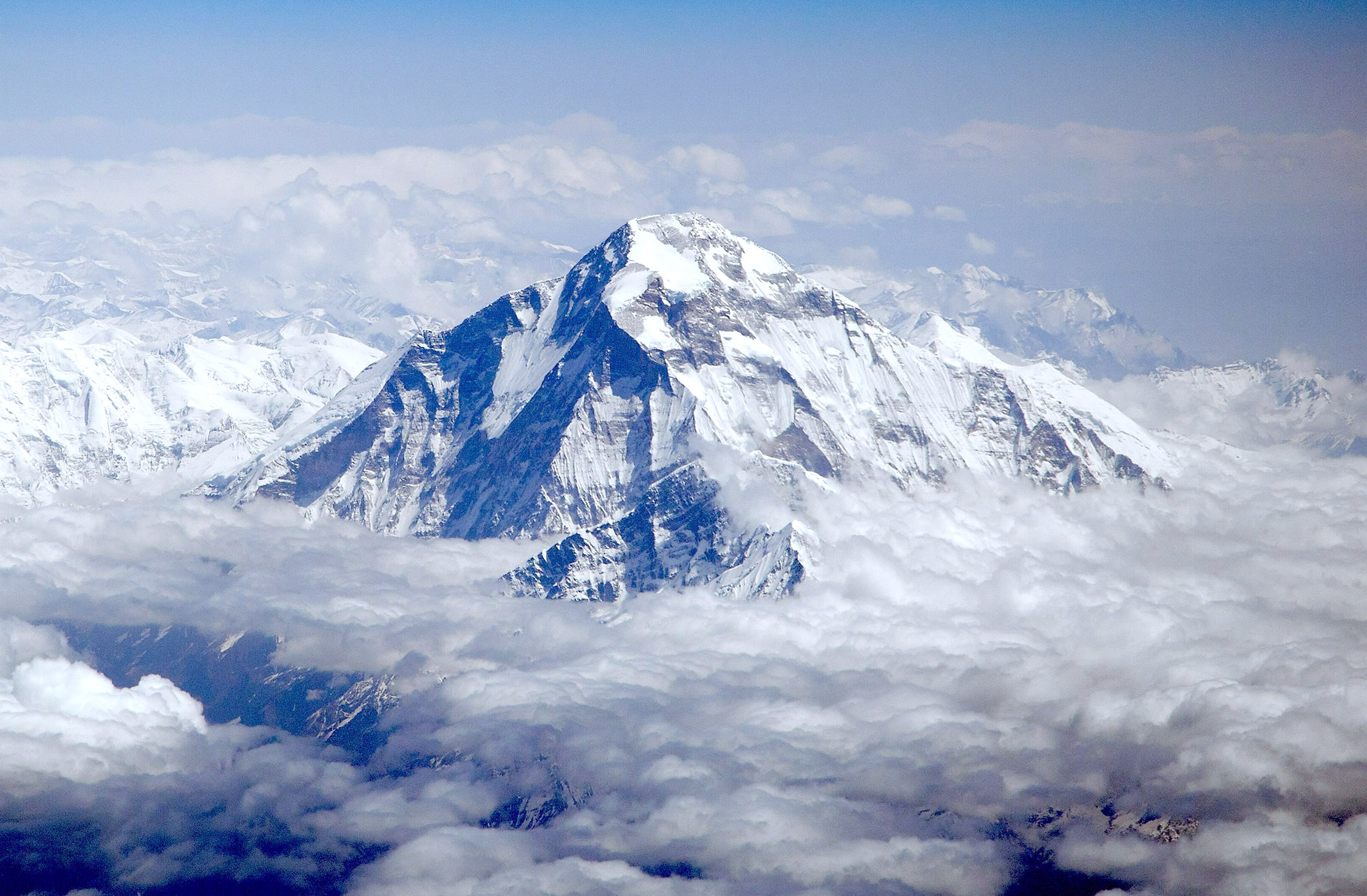
El Dhaulagiri I visto desde un avión sobrevolando la cordillera

- 1981 – Un equipo yugoslavo alcanza los 7.950 m abriendo la primera ruta en la verdadera cara sur de la montaña, por su vertiente derecha, conectando con la arista sureste. Realizan la subida en estilo alpino, pero sufren cuatro días de vivacs forzados al aire libre y permanecen en altura seis días sin comer antes de decidirse a regresar. Hironobu Kamuro de Japón llega a la cumbre en solitario por la vía normal.
- 1982, 13 de diciembre – Dos escaladores Akio Koizumi y Wangchu Shelpa de un equipo japonés liderado por el professor Jun Arima del Club de Alpinismo de la Universidad de Hokkaido alcanzan con éxito la cima. El invierno empezaba pocos días más tarde, el 21 del mes, de forma que pese a la fecha no fue considerada como una auténtica ascensión invernal. Pese a todo, la escalada fue realizada mediante un permiso autorizado por el gobierno nepalí, quien considera a efectos técnicos cualquier escalada que se haga a partir del 1 de diciembre como realizada en época invernal.[11]
- 1984 – Tres miembros de una expedición checoslovaca (J. Simon, K. Jakes y J. Stejskal) asciende hasta la cima a través de la cara oeste.  Uno de ellos, J. Simon, fallece durante el descenso.
- 1985 – Una expedición polaca que incluía entre sus miembros al gran escalador Jerzy Kukuczka asciende en invierno a través de la ruta normal, alcanzado la cima el 21 de enero.
- 1986 – Una expedición, en su mayor parte de escaladores de Polonia, abren una segunda ruta en la cara sur de la montaña, por la parte izquierda que conecta con la ruta de la cresta suroeste. Alcanzan los 7.500 m, de altitud, pero no llegan a la cumbre.
- 1988 – Y. Moiseev y K. Valiev, en cooperación con el eslovaco, Z. Demjan, logran escalar hasta la cumbre a través del contrafuerte suroeste. Este ascenso de 3.000 metros casi verticales, con la escalada técnica muy difícil entre los 6,800-7,300 m, fue reconocida como el mejor logro del año en alpinismo en la Conferencia de la Comisión UIAA de Expediciones Alpinas.[cita requerida]
- 1990 – El Dhaulagiri se convierte en la primera montaña de más de 8.000 m escalada por un lituano, Dainius Makauskas, quien desaparecerá durante el descenso.
- 1993 – Un equipo ruso-británico abre una ruta directa hasta la cumbre por la cara norte.
- 1998 – La escaladora francesa Chantal Mauduit muere debido a una avalancha. El 1 de mayo, el alpinista griego Nikolaos Papandreou fallece al caerse en el interior de una grieta. El 2 de octubre, el montañista griego Babis Tsoupras alcanza la cima, pero se pierde todo rastro de él a su regreso. Los cuerpos de los escaladores griegos jamás fueron encontrados.[12][13]
- 1999 – El 24 de octubre, el escalador británico Ginette Harrison muere debido a una avalancha. Días más tarde, el esloveno Tomaz Humar realiza una escalada en solitario por la cara sur de la montaña, aunque no consigue alcanzar la cumbre. Su ascenso termina a 7300 m debido a una banda de 300 metros de roca descompuesta. Humar atraviesa peligrosamente la cresta sureste, vuelve a entrar en la pared brevemente y alcanza los 8.000 m para realizar un descenso por la cresta noreste. La cara sur del Dhaulagiri permanece sin escalar, sigue siendo uno de los desafíos más grandes que quedan aún por culminar en el alpinismo.

## Otros picos importantes del macizo del Dhaulagiri
| Puesto | Montaña                  | Altitud (m) | Altitud (ft) | Coordenadas                                | Prominencia(m) | Primera escalada |
| ------ | ------------------------ | ----------- | ------------ | ------------------------------------------ | -------------- | ---------------- |
| 30     | Dhaulagiri II            | 7,751       | 25,430       | 28°45′50″N 83°23′15″E / 28.76389, 83.38750 | 2,391          | 1971             |
|        | Dhaulagiri III           | 7,715       | 25,311       | 28°45′17″N 83°22′37″E / 28.75472, 83.37694 | 135            | 1973             |
|        | Dhaulagiri IV            | 7,661       | 25,135       | 28°44′12″N 83°18′52″E / 28.73667, 83.31444 | 469            | 1969             |
|        | Dhaulagiri V             | 7,618       | 24,992       | 28°44′05″N 83°21′41″E / 28.73472, 83.36139 | 340            | 1975             |
| 72     | Churen Himal (Principal) | 7,385       | 24,229       | 28°44′06″N 83°12′58″E / 28.73500, 83.21611 | 600            | 1970             |
|        | Churen Himal (Este)      | 7,371       | 24,183       | 28°44′33″N 83°13′51″E / 28.74250, 83.23083 | 150            | 1970             |
|        | Churen Himal (Oeste)     | 7,371       | 24,183       | 28°43′55″N 83°12′45″E / 28.73194, 83.21250 | 70             | 1970             |
|        | Dhaulagiri VI            | 7,268       | 23,845       | 28°42′30″N 83°16′32″E / 28.70833, 83.27556 | 453            | 1970             |
| 95     | Putha Hiunchuli (Dh VII) | 7,246       | 23,773       | 28°44′50″N 83°08′55″E / 28.74722, 83.14861 | 1,151          | 1954             |
|        | Gurja Himal              | 7,193       | 23,599       | 28°40′26″N 83°16′37″E / 28.67389, 83.27694 | 500            | 1969             |

† Solo aparecen listados los picos de más de 7100 m.

La mayor parte de los picos enumerados por encima de los 7000 metros se extienden en una cordillera de orientación WNW, separados del Dhaulagiri I por el conocido como collado Francés, de 5.355 m., situado en 28°46'55"N, 83°31'54"E. Secuencialmente, aparecen el Dhaulagiri II, III, V, IV, el Pico Junction, Churens Este, Central y Occidental, el Putha Hiunchuli y el Hiunchuli Patan.  El falso Pico Junction, el Dhaulagiri VI y el Gurja están en una línea que se extiende al sur de Junction Peak.
El Club Alpino británico registra un total de 37 picos por encima de los 6000 m de altitud.
El pico Pota Himal de 6.182 m. (Finnmap, hoja 2883-01 "Chhedhul Gumba") se encuentra al norte de la cordillera principal entre Churen y Putha Hiunchuli. Recientemente, al Pota se le ha cambiado el nombre informalmente, pasando a ser conocido como pico Hawley, por Elizabeth Hawley, una cronista y periodista de renombre mundial, con sede en Katmandú, que es la encargada desde hace décadas de registrar la veracidad de todos los ascensos que se realizan a los ochomiles del Himalaya.

### Historia de las escaladas de los picos del macizo
- 1954 – J. O. M. Roberts y el sherpa Ang Nyima escalan con éxito hasta la cumbre del Putha Hiunchuli.[18]
- 1955 – Intento de escalada al Dhaulagiri II realizado por J. O. M Roberts y otros miembros del equipo[19]
- 1959 - Durante el período premonzónico[20] y postmonzónico[21] se realiza un reconocimiento del Dhaulagiri II por varias expediciones japonesas.

1. Intento de escalada del Hangde, de 6.556 m.[22]

- 1962 - El pico Churen es intentado nuevamente por su cara norte por una expedición japonesa de la Universidad de Nihon. Se escalan el Hangde (~6.600 m), el Tongu (~6.250m), el P6265 durante el proceso de aproximación y aclimatación a través del Valle Escondido y el Kantokal (~6.500m), al norte del Putha Hiunchili.[23]

1. J. O. M. Roberts intenta escalar nuevamente el pico Churen y así como el Dhaulagiri VI, siguiendo la cara sur (pensando equivocadamente que se trata del Dhaulagiri IV, debido a la inexactitud de los mapas inadecuados que llevan en la expedición. Al mismo tiempo, escalan un pico de menor altitud (6.529 m) cerca de Gurja, al que nombraron como Ghustang.[24]

- 1963 - El Dhaulagiri II es intentado nuevamente por una expedición austriaca que alcanza los 7000 m de altitud[25]

1. Intento de escalada del Dhaulagiri III[26]

- 1965 - Una expedición japonesa al Dhaulagiri II se retrasa durante dos meses en el campo base debido a las frecuentes e intensas nevadas.  En el intento, pierden dos porteadores debido a una avalancha y otro más resulta gravemente herido, teniendo que ser evacuado. Finalmente, abandonan la escalada por el agotamiento y la falta de alimentos para continuar el intento.[27]

1. J. O. M. Roberts dirige nuevamente una expedición de la R.A.F. británica al Dhaulagiri VI, creyendo aún equivocadamente que se trataba del Dhaulagiri IV.  Abandona finalmente ante el enorme riesgo de avalanchas por las frecuentes nevadas de la época postmonzónica y debido a las intensas tormentas que anuncian la proximidad del invierno en el Himalaya.[28]

- 1969

1. Intento de escalada al Dhaulagiri IV por un equipo austriaco del Club Alpino. Cinco miembros de la expedición y un sherpa nepalí desaparecen, posiblemente después de hacer cumbre.[29]
2. El Gurja es escalado con éxito por un equipo japonés.[30]
3. Primeros ascensos autorizados al Tukuche, de 6.920 m. y al Tukuche Oeste de 6.800m.[31]

- 1970

1. Un equipo japonés del Club de Montañismo de Kansai intenta infructuosamente en abril la cumbre del Dhaulagiri IV, pero escalan con éxito el Dhaulagiri VI[32] and False Junction Peak.[33]
2. El 29 de abril, una expedición coreana anuncia la escalada del Churen Oriental, hecho controvertido cuestionado por una expedición japonesa que escala con éxito el 24 de octubre el Churen Central y el Churen Occidental.[34]

- 1971

1. Primer ascenso con éxito del Dhaulagiri II realizado el 18 de mayo por un equipo de escaladores alemanes.[35]
2. Intento de escalada del Dhaulagiri IV[36]
3. Intentos de escalada tanto en época pre y postmonzónica del Dhaulagiri V por un equipo alpinista japonés. Ambos terminan infructuosamente debido a accidentes mortales.[37]

- 1972 – El Dhaulagiri IV es intentado en dos ocasiones por sendos equipos japoneses. El primer intento termina infructuosamente cuando uno de los escaladores enferma y muere a 6.200 m de altitud.  Una segunda expedición intenta la cumbre a través de la arista occidental, encontrando muchas dificultades en el ascenso debido a la enorme longitud de la vía, abandonando a 7000 m de altitud. Escalan el Dhaulagiri VI y el Pico Junction.[38]
- 1973

1. Primer ascenso con éxito del Dhaulagiri III el 20 de octubre, por un equipo de alpinistas alemanes.[39]
2. Intento de escalada del Dhaulagiri IV por un equipo austriaco, que alcanza los 7.250 m. por la cara norte, y posteriormente por un equipo británico que se retira tras el fallecimiento de dos de sus miembros.[40]

- 1974

1. Intento de escalada del Dhaulagiri IV por una expedición de la R.A.F. británica, que finalmente abandona tras la muerte de tres sherpas sepultados por un alud de nieve y hielo.[41]
2. En el área de Mukut: ascensos del Parbat Rinchen de 6.200 m, del Parbat Talpari de 6.248 m, del Himparkhal occidental, de 6.248 m, del Himparkhal oriental, de 6.227 m. y del Tashi Kang III de 6.157 m.[42]

- 1975

1. El Dhaulagiri IV es escalado con éxito el 9 de mayo por dos alpinistas japoneses, S. Kawazu y E. Yusuda, quienes fallecen durante el descenso, elevando el número de accidentes mortales de la montaña hasta 14, superando el número de 13 muertes habidas en el Everest antes de ser escalado con éxito en 1953. Otra expedición japonesa consigue en octubre poner en la cumbre a diez de sus integrantes sin ninguna pérdida humana.[43]
2. El Dhaulagiri V es escalado con éxito por M. Morioka y el sherpa Pembu Tsering, miembros de una expedición japonesa.[44]

- 1979 – Una expedición japonesa dirigida por una mujer consigue realizar la travesía de los Dhaulagiri II, III y V a lo largo de una cresta muy expuesta por encima de los 7.150 m. de altitud.[45]
- 2008 - Primer ascenso con éxito del Pico Hawley (también conocido como Pota Himal).  Ascenso en solitario de Francois Damilano del Putha Hiunchuli.[46]

- 2013 - Primer ascenso con éxito del Hiunchuli Patan (conocido localmente como Sisne o Murkatta Himal), gracias a un equipo nepalí dirigido por Man Bahadur Khatri.[47]